# Velika Reka
Velika Reka (izvirno srbsko Велика Река) je naselje v Srbiji, ki upravno spada pod Občino Mali Zvornik; slednja pa je del Mačvanskega upravnega okraja.

## Demografija
V naselju živi 351 polnoletnih prebivalcev, pri čemer je njihova povprečna starost 39,1 let (37,4 pri moških in 40,9 pri ženskah). Naselje ima 166 gospodinjstev, pri čemer je povprečno število članov na gospodinjstvo 2,87.
To naselje je, glede na rezultate popisa iz leta 2002, večinoma srbsko.
|  |

| Demografija | Demografija     | Demografija     |
| Leto        | Št. prebivalcev | Št. prebivalcev |
| ----------- | --------------- | --------------- |
|             |                 |                 |
|             |                 |                 |
|             |                 |                 |
|             |                 |                 |
| 1948        | 661             |                 |
| 1953        | 721             |                 |
| 1961        | 680             |                 |
| 1971        | 652             |                 |
| 1981        | 472             |                 |
| 1991        | 521             | 512             |
| 2002        | 483             | 476             |
|             |                 |                 |

| Etnična sestava po popisu iz leta 2002 | Etnična sestava po popisu iz leta 2002 | Etnična sestava po popisu iz leta 2002 | Etnična sestava po popisu iz leta 2002 | Etnična sestava po popisu iz leta 2002 |
| -------------------------------------- | -------------------------------------- | -------------------------------------- | -------------------------------------- | -------------------------------------- |
| Srbi                                   | Srbi                                   |                                        | 475                                    | 99,78%                                 |
| Rusi                                   | Rusi                                   |                                        | 1                                      | 0,21%                                  |
| Neznano                                | Neznano                                |                                        | 0                                      | 0,0%                                   |